# Swan Cormenier
Pour les articles homonymes, voir Cormenier.
Pas d'image ? Cliquez ici

a Compétitions nationales et continentales officielles uniquement.

Dernière mise à jour le 16 août 2024.
Swan Cormenier, né le 18 janvier 1996 à Cognac (Charente), est un joueur français de rugby à XV évoluant au poste de pilier gauche avec l'Aviron bayonnais en Top 14.

## Biographie

### Jeunesse et formation
Swan Cormenier naît à Cognac en Charente. Son père, Romuald, est employé municipal dans cette ville et pratique le rugby à XV au sein de l'US Cognac au poste de pilier gauche ou droit. C'est donc tout naturellement que Swan Cormenier suit les traces de son père en débutant la pratique du rugby à XV dans ce même club et évoluant également au poste de pilier mais se fixant à gauche de la mêlée,.
Il reste dans ce club jusqu'en 2011, année où il rejoint alors le CA Brive avec qui il remporte deux titres de champion de France en catégorie cadet. En parallèle, il passe un CAP de plombier-chauffagiste. Par la suite, il envisage de faire un BEP dans les énergies renouvelables mais il se voit offrir un poste de secrétariat à temps partiel dans un CIRFA (centre de recrutement) pour la Marine nationale. En contrepartie, il joue avec l'équipe de la Marine et remporte deux titres de champion de France militaire,.

### Début senior à Albi (2017-2019)
Swan Cormenier rejoint ensuite le SC Albi évoluant en Fédérale 1 à partir de la saison 2017-2018, où il a reçu une opportunité par l'intermédiaire d'Arnaud Méla et signe un contrat fédéral,. Il reste deux saisons dans ce club et fait partie de la rotation au poste de pilier en disputant un total de trente-trois rencontres dont dix-huit en tant que titulaire et inscrivant un essai. 
Durant sa deuxième saison, il échoue notamment avec son club à monter en Pro D2 après avoir perdu en demi-finale de Fédérale 1 face à Rouen.

### Transfert à Bayonne (2019-)
En février 2019, il est annoncé que Swan Cormenier rejoint le club de l'Aviron bayonnais, étant recruté par l'entraîneur Yannick Bru, à partir de la saison 2019-2020 pour un contrat d'une année, plus une autre en option, et va découvrir le haut niveau en Top 14 puisque Bayonne à validé son accession dans la plus haute division française en fin de saison,.
Lors de sa première saison au club, il fait ses débuts en Top 14 lors de la première journée face au Racing 92 où son club réalise l'exploit de l'emporter à l'extérieur,. Deux journées plus tard, il connaît sa première titularisation en championnat contre le Stade français. En novembre 2019, il découvre le Challenge européen contre le RC Toulon. Le mois suivant, il prolonge son contrat jusqu'en 2022. Au total, il dispute seulement huit matchs, dont trois en tant que titulaire.
Durant la saison 2020-2021, il gagne en temps de jeu. Il prend part à quinze rencontres dont six titularisations, néanmoins son club perd le barrage d'accession au championnat de France, auquel il ne participe pas, face au club rival du Biarritz olympique et descend donc en Pro D2 pour la saison prochaine.
La saison suivante, il fait donc ses débuts en Pro D2 lors de la deuxième journée face au RC Vannes où il est titularisé. Avec la blessure d'Ugo Boniface, il en profite pour grappiller du temps de jeu puis intègre la rotation de l'effectif tout au long de la saison où il est également en concurrence avec Matis Perchaud. Durant le mois de janvier 2022, il signe une prolongation le liant au club basque jusqu'en 2024. En fin de saison, il subit une blessure mais il fait finalement son retour pour les phases finales. Par la suite, l'Aviron bayonnais remporte la finale de Pro D2 face au Stade montois, match où il est titulaire, et retourne donc en Top 14 au bout d'une saison seulement. Cette saison, il a pris part à vingt rencontres dont treize en tant que titulaire.
Pendant la saison 2022-2023, il devient le pilier gauche titulaire et participe à la bonne saison de son club qui se qualifie pour la première fois de son histoire en Champions Cup, il dispute vingt-trois rencontres dont dix-sept en tant que titulaire,.
Il commence le début de saison 2023-2024 dans la peau d'un titulaire en Top 14 en disputant quatre de ses six premiers matchs dans ce rôle, cependant il subit une blessure au coude lors de son sixième match au mois de novembre. Ce même mois, il est récompensé de ses bonnes performances par son club qui lui fait signer une prolongation de contrat de trois années supplémentaires. Il fait son retour de blessure début décembre lorsqu'il entre en jeu à la place de Matis Perchaud contre le Montpellier HR mais il est forcé de sortir seulement huit minutes plus tard à cause d'une nouvelle blessure au poignet cette fois-ci. Le même mois, il dispute son premier match de Champions Cup, ainsi que le premier de l'histoire de son club également, il entre en jeu en seconde période durant le match nul historique obtenu sur la pelouse du Munster,. Par la suite, il continue d'enchaîner les rencontres, alternant avec Perchaud à cause de l'absence sur blessure de leur coéquipier Quentin Béthune,. En janvier, il participe à la première victoire de l'histoire de son club en Champions Cup face aux Exeter Chiefs (40-17), cependant son club ne se qualifie pas pour la suite de la compétition mais est repêché en Challenge Cup. Durant la saison, il est plus souvent remplaçant derrière Matis Perchaud et dispute vingt-cinq matchs, dont quatorze remplaçant.

## Statistiques en club
| Saison                 | Club                   | Championnat | Championnat | Championnat | Compétitions de l'EPCR | Compétitions de l'EPCR | Compétitions de l'EPCR |
| Saison                 | Club                   | Compétition | Matchs      | Essais      | Compétition            | Matchs                 | Essais                 |
| ---------------------- | ---------------------- | ----------- | ----------- | ----------- | ---------------------- | ---------------------- | ---------------------- |
| 2017-2018              | SC Albi                | Fédérale 1  | 13          | 1           | Pas de qualification   | Pas de qualification   | Pas de qualification   |
| 2018-2019              | SC Albi                | Fédérale 1  | 20          | 0           | Pas de qualification   | Pas de qualification   | Pas de qualification   |
| Total SC Albi          | Total SC Albi          | Fédérale 1  | 33          | 1           | Pas de qualification   | Pas de qualification   | Pas de qualification   |
| 2019-2020              | Aviron bayonnais       | Top 14      | 4           | 0           | Challenge européen     | 4                      | 0                      |
| 2020-2021              | Aviron bayonnais       | Top 14      | 14          | 0           | Challenge européen     | 1                      | 0                      |
| 2021-2022              | Aviron bayonnais       | Pro D2      | 20          | 0           | Pas de qualification   | Pas de qualification   | Pas de qualification   |
| 2022-2023              | Aviron bayonnais       | Top 14      | 20          | 0           | Challenge Cup          | 3                      | 0                      |
| 2023-2024              | Aviron bayonnais       | Top 14      | 21          | 0           | Champions Cup          | 4                      | -                      |
| Total Aviron bayonnais | Total Aviron bayonnais | Top 14      | 59          | 0           | Compétitions EPCR      | 12                     | 0                      |
| Total Aviron bayonnais | Total Aviron bayonnais | Pro D2      | 20          | 0           | Compétitions EPCR      | 12                     | 0                      |

## Palmarès
- Vainqueur de la Pro D2 en 2022 avec l'Aviron bayonnais.